# 半巻乗り
半巻乗り（はんまきのり）とは、馬術における運動の一つである。

半巻乗り

その名の通り、巻乗りの半分まで（直径10m以内の半円形を描く）を行なった後、逆向きに蹄跡に戻ることを指す。
その目的はさまざまであるが、前進気勢や馬体の収縮をより高めるために用いることも多い。
また、半巻乗りは馬場馬術の三課目の初歩における試験でよく用いられる。